# Isabel Marey-Semper
Isabel Marey-Semper, née en 1967, est une personnalité française du monde des affaires.

## Formation
Isabel Marey-Semper est diplômée de l'École normale supérieure, major de promotion 1988. Isabel est titulaire d'un doctorat en neuro-pharmacologie de l'Université Pierre-et-Marie-Curie et d'un MBA du Collège des Ingénieurs.   

## Carrière
Isabel Marey-Semper a été un membre du conseil d'administration de Faurecia entre 2007 et 2009 et élue membre des conseils d’administration et des comités d’audit de l'entreprise finlandaise Nokia et de Rexel de 2009 à 2013 et de 2014 à 2016 respectivement,. 
Elle a rejoint le groupe L’Oréal en janvier 2010 après avoir été directrice financière et de la stratégie de PSA Peugeot Citroën. En janvier 2015, elle est nommée membre du comité exécutif du groupe L’Oréal, chargée de la communication et des affaires publiques du groupe, et directrice générale de la Fondation L’Oréal.
En 2019, Isabel Marey-Semper se voit confier deux missions par le gouvernement français, celle de présider les jurys des concours d’entrée à l'École nationale d'administration, ainsi que de piloter le groupe de travail sur la recherche partenariale et l’innovation dans le cadre du projet de loi pour la recherche annoncé par le Premier ministre début février 2019.
Depuis mai 2019, elle est membre du conseil d’administration et du comité de gouvernance d’Aptar (États-Unis).

## Distinctions
En 2008, elle figure dans le classement annuel du Wall Street Journal des 10 femmes à suivre en Europe.   